# Ochthebius championi
Ochthebius championi är en skalbaggsart som först beskrevs av Manfred A. Jäch 1989.  Ochthebius championi ingår i släktet Ochthebius och familjen vattenbrynsbaggar. Inga underarter finns listade i Catalogue of Life.